# Historische Landeshalle für Schleswig-Holstein
Der Verein Historische Landeshalle für Schleswig-Holstein e.V. widmet sich der Kultur- und Landesgeschichte Schleswig-Holsteins in Bildzeugnissen, insbesondere durch Förderung der Landesgeschichtlichen Sammlung in der Schleswig-Holsteinischen Landesbibliothek Kiel.
Sein Ziel ist der Wiederaufbau eines Historischen Museums für Schleswig-Holstein in Kiel.

## Geschichte
1897 gründete der Kieler Bankier Wilhelm Ahlmann den Verein als Träger der Historischen Landeshalle für Schleswig-Holstein, des ersten historischen Museums des Landes. Den Grundstock bildeten die Exponate der historischen Ausstellung, die im Rahmen der großen Provinzialausstellung von 1896 in Kiel gezeigt wurde.
Als 1935 der Staat Museum und Sammlung übernahm, wandelte sich der Verein zum Förderverein der Historischen Landeshalle für Schleswig-Holstein, die 1965 als Abteilung der Schleswig-Holsteinischen Landesbibliothek in Kiel den Namen Landesgeschichtliche Sammlung erhielt.
Nach Wiederaufbau des Kieler Schlosses war das während des Krieges ausgelagerte Museum 1966 in Form der Dauerausstellung „Nordelbingen – Bilder zur Geschichte Schleswig-Holsteins“ wieder eröffnet worden.
Nach dem Abbau der Dauerausstellung 1981 und dem Umzug von Landesbibliothek und Sammlung in den Sartori & Berger-Speicher 2002 werden die ständig wachsenden Bestände gelegentlich in thematischen Einzelausstellungen gezeigt.

## Tätigkeitsbereiche
Der Förderverein Historische Landeshalle ist als gemeinnützig anerkannt.
Er widmet sich in der Hauptsache der Erhaltung und Erweiterung der Landesgeschichtlichen Sammlung durch Neuerwerbungen von Bildern und anderen Bildzeugnissen, durch Ausstellungen gemeinsam mit der Landesbibliothek, Führungen und Beteiligung an Bestands- und Ausstellungskatalogen.
Sein Ziel ist die dauernde Präsentation der Landesgeschichtlichen Sammlung als Historisches Museum für Schleswig-Holstein in zeitgemäßer Form.
Weiterhin veranstaltet der Verein jährliche Exkursionen zu kulturgeschichtlich bedeutsamen Stätten der Region, bietet Vorträge mit kunst- und kulturgeschichtlichen Themen und wirbt durch Bilddrucke für die Sammlung.

## Landesgeschichtliche Sammlung
Die seit 1897 gewachsene Landesgeschichtliche Sammlung mit bildlichen Zeugnissen der regionalen Geschichte vom Ausgang des Mittelalters bis zur Gegenwart hat heute einen Bestand von 40.000 Objekten – ganz überwiegend Bilddokumente, darunter hunderte von Ölgemälden, aber auch Künstlernachlässe und mehr als 3.000 schleswig-holsteinische Münzen und Medaillen.
Die Bilddokumente – Zeichnungen, Aquarelle, Druckgrafiken, Gemälde, Fotografien, historische Postkarten – gliedern sich in drei Sammelgebiete: Porträts, Ereignisbilder sowie Ortsansichten und Landschaftsbilder.
Die Zuordnung zur Schleswig-Holsteinischen Landesbibliothek hat den Vorteil, dass Ausstellungen der Landesgeschichtlichen Sammlung durch Karten, Handschriften, Bücher und Zeitschriften aus anderen Abteilungen der Landesbibliothek bereichert werden können.